# Elaeocarpus miegei
Elaeocarpus miegei är en tvåhjärtbladig växtart. Elaeocarpus miegei ingår i släktet Elaeocarpus och familjen Elaeocarpaceae.

## Underarter
Arten delas in i följande underarter:
- E. m. miegei
- E. m. rosselensis